# Fredrik Wilhelm Sundwall
Fredrik Wilhelm Sundwall, född 1 december 1843 i Helsingfors, död där 7 april 1929, var en finländsk skolman. 
Sundwall blev filosofie magister 1869, lektor i religion, pedagogik och psykologi vid Nykarleby seminarium 1873 och direktor för seminariet 1881. Han blev direktor för Ekenäs seminarium 1886, men avgick av politiska skäl 1903 och var därefter religionslärare vid olika skolor i Helsingfors. Han var ett föredöme för flera generationer av svenskspråkiga folkskollärare och utövade vidare ett betydande inflytande bland annat som redaktör för Tidskrift för Folkskolan 1898–1907 och som flitig författare av läroböcker i bland annat biblisk historia. Han var lekmannaombud vid alla kyrkomöten 1886–1918, ledamot av många statskommittéer och tillhörde borgarståndet vid lantdagarna 1885–1906.